# Белобородов, Александр Андрианович
Алекса́ндр Андриа́нович Белоборо́дов (9 [22] марта 1903, Максинерь, Вятская губерния — 20 мая 1983, Калинин) — советский государственный и политический деятель, председатель Челябинского областного исполнительного комитета (1941—1946), 1-й секретарь Челябинского обкома ВКП(б) (1946—1950).

## Биография
Родился в деревне Максинерь (ныне — в Уржумском районе Кировской области) в 1903 году. С 1904 года жил в Челябинске, где отец работал чернорабочим, слесарем в вагонных мастерских.
Учился в железнодорожном двухклассном училище. С мая 1923 года работал инструктором по сельскому хозяйству Челябинского окружного финотдела. В том же году вступил в комсомол. В 1925—1926 годы служил в РККА.
С декабря 1926 по август 1927 года — начальник секретной части Челябинского окружного финотдела. Член ВКП(б) с 1929 года. В 1931 году окончил агрономический факультет Пермского государственного университета.
В 1931—1938 годы работал в Уральской и Челябинской областях:
- 1931—1932 — заместитель директора мясосовхоза «Скотовод» (Сладковский район Уральской области);
- 1933—1934 — старший агроном Камышловского свиносовхоза;
- 1935 — начальник планово-экономического отдела Шадринского свиноводческого треста;
- 1936—1938 — преподаватель Челябинской областной высшей коммунистической сельскохозяйственной школы[1][К 3].

С февраля 1938 года — на партийной работе: заместитель заведующего сельскохозяйственным отделом Челябинского обкома ВКП(б), с сентября 1938 — 1-й секретарь Чашинского райкома ВКП(б).
С января 1939 года — заместитель, с июля — заведующий Челябинским областным земельным отделом.
С 1940 по ноябрь 1941 года — 3-й секретарь Челябинского обкома ВКП(б); с ноября 1941 по апрель 1946 года — председатель Исполнительного комитета Челябинского областного Совета.
С 21 марта 1946 по февраль 1950 года — 1-й секретарь Челябинского обкома ВКП(б). В числе причин отставки с этого поста указывались неправильное отношение к И. М. Зальцману и ошибки в руководстве Челябинской областью. Представителями управления делами ЦК ВКП(б) в ходе проверки соблюдения бюджетно-финансовой дисциплины в обкоме партии было выявлено неправомерное получение А. А. Белобородовым денежного пособия (3000 руб.), продуктов на 12 395 руб. и неоплата им жилищно-коммунальных услуг на сумму 9955 руб. Все неправомерно полученные суммы (22 350 руб.) он возместил в полном объёме. Решением бюро Комиссии партийного контроля при ЦК ВКП(б) 1 декабря 1950 года А. А. Белобородову был объявлен выговор «за неправильное поведение, выразившееся в незаконном расходовании бюджетных средств на личные нужды».
Некоторое время находился в распоряжении ЦК ВКП(б), затем в 1950 году был назначен на должность заведующего Калининским областным отделом коммунального хозяйства, позднее работал начальником Калининского областного управления сельского хозяйства (1952—1956), директором Калининской государственной сельскохозяйственной опытной станции. В 1960—1975 годы преподавал в Калининской облсовпартшколе.
Избирался депутатом (от Челябинской области) Совета Союза Верховного Совета СССР 2 созыва (1946—1950).
Умер 20 мая 1983 в Калинине.

## Награды
- орден Трудового Красного Знамени (1942),
- орден «Знак Почёта»,
- медали[1].

## Комментарии
1. ↑  По другим данным — до 1925 года в Челябинском окрисполкоме занимался ликвидацией детской беспризорности[3].
2. ↑  По другим данным — окончил Курганский сельскохозяйственный техникум[3].
3. ↑  По другим данным — преподавал в Курганской высшей коммунистической сельскохозяйственной школе, возглавлял кафедру организации сельскохозяйственного производства[3].